# Ансбахский диалект
Ансбахский диалект (нем. Ansbachisch) — локальный диалект немецкого языка, распространённый в баварской Средней Франконии (города Ансбах и Нойштадт-на-Айше). Принадлежит к восточнофранкским диалектам южнонемецкого пространства верхненемецкого языка. Грамматически близок к соседним майнфранкским диалектам (таубергрюндский, грабфельдский и рёнский диалекты в Нижней Франконии, ицгрюндский и бамбергский диалекты), верхнефранконскому и нюрнбергскому.